# Max-Josef Ibel
Max-Josef Ibel  (* 2. Januar 1896 in München; † 19. März 1981 in Rheinbach) war ein deutscher Generalmajor der Wehrmacht und Brigadegeneral der Luftwaffe der Bundeswehr.

## Leben
Ibel wurde als Sohn eines Regierungsdirektors nd Geometers bei der bayerischen Vermessungsverwaltung geboren. Er trat während des Ersten Weltkriegs am 5. Juli 1915 als Fahnenjunker in das 1. Pionier-Bataillon der Bayerischen Armee ein. Anfang März 1916 wechselte er zum 3. Feldpionier-Bataillon des I. Armee-Korps über, stieg Mitte Oktober 1916 zum Leutnant auf und wurde als Kompanieoffizier und Zugführer verwendet. Zum 30. April 1918 erfolgte seine Versetzung in das 1. Pionier-Ersatz-Bataillon, wo er zum Garde-Reserve-Pionier-Regiment (Flammenwerfer) abkommandiert wurde. In diesem Regiment blieb Ibel über das Kriegsende hinaus bis zu dessen Demobilisierung am 25. Februar 1919. Für sein Wirken während des Krieges hatte man ihn mit beiden Klassen des Eisernen Kreuzes sowie dem Bayerischen Militärverdienstorden IV. Klasse mit Schwertern ausgezeichnet.
Nach einer mehrmonatigen Beurlaubung, die vom 26. Februar bis zum 5. Mai 1919 andauerte, wurde Ibel von der Reichswehr übernommen und dem 1. Pionier-Bataillon in München zugeteilt. Dort stieg er Mitte Juli 1919 zum Adjutant auf und blieb dort bis Ende März 1920. Anschließend kam er als Zugführer in die 1. Kompanie des Reichswehr-Bataillons 21, welches er Ende September 1920 wieder verließ. Danach wechselte er als Kompanieoffizier zum 7. (Bayerisches) Pionier-Bataillon. Am 6. November 1922 wurde Ibel zum 19. (Bayerisches) Infanterie-Regiment kommandiert und kehrte Ende des Monats zu seinem Bataillon zurück. Am 31. Juli 1925 erfolgte seine Beförderung zum Oberleutnant. Ende Juli 1928 wurde Ibel aus dem Wehrdienst verabschiedet, um anschließend inoffiziell als Zivilist von August 1928 bis September 1931 eine geheime Fliegerausbildung im Ausland zu absolvieren. Im Oktober 1931 kehrte Ibel nach Deutschland zurück, wurde reaktiviert und nach seiner Beförderung zum Hauptmann am 1. Dezember 1932 als Kompaniechef erneut im 7. (Bayerisches) Pionier-Bataillon verwendet.
Am 1. April 1934 trat Ibel zur im geheimen Aufbau befindlichen Luftwaffe über, wo er zunächst bis Februar 1935 als Lehrer an der Jagdfliegerschule Schleißheim fungierte. Danach wurde er nach Berlin abkommandiert, wo er von März 1935 bis Mitte Mai 1936 als Referent für Flugzeugführer bei der Inspektion der Fliegerschulen arbeitete und am 1. November 1935 zum Major avancierte. Am 15. Mai 1936 erfolgte seine Abkommandierung zur „Fliegertruppe Dortmund“, einem Vorläufer des späteren Jagdgeschwaders 134, an dessen Aufbau Ibel maßgeblich beteiligt war. Seine Erweiterung des Flugzeugführerscheins absolvierte Ibel an der Blindflugschule in Celle von Oktober bis November 1936. Im Dezember 1936 stieg Ibel zum Staffelkapitän der I. Gruppe des Jagdgeschwaders 232 in Bernburg auf. Diese Position hielt er bis Februar 1937 inne. Anschließend agierte er bis Oktober 1938 als Kommandeur der I. Gruppe im Jagdgeschwader 135. Hier erfolgte am 1. Juni 1938 seine Beförderung zum Oberstleutnant. Zum 1. November 1938 stieg Ibel zum Kommodore des Jagdgeschwaders 231 auf, welches er bis Ende September 1939 leitete.
Während des Zweiten Weltkriegs wurde Ibel am 27. September 1939 mit dem Aufbau des Jagdgeschwaders 27 betraut, welches er im Westfeldzug sowie in der Luftschlacht um England leitete. Nachdem er am 21. Juli 1940 zum Oberst aufgestiegen war, erhielt er am 22. August 1940 das Ritterkreuz des Eisernen Kreuzes. Am 12. Oktober 1940 gab er die Leitung des Geschwaders ab und wechselte als Kommandeur der Jagdfliegerschule 4 nach Fürth. Mit Beginn des Ostfeldzuges wurde Ibel im Juni 1941 zum Jagdfliegerführer 3 sowie am 1. Dezember 1942 zum „Höheren Jagdfliegerführer West“ ernannt. Letzteres blieb er bis Mitte September 1943. Anschließend vorübergehend ohne Kommandoeinsatz, wurde er für den Rest des Monats in die Führerreserve versetzt. Am 1. Oktober 1943 übernahm er als Kommandeur die Leitung der 2. Jagd-Division, die er sodann bis Ende 1944 führte. Hier erfolgte am 1. Januar 1944 auch seine Beförderung zum Generalmajor. Vom 1. Januar bis Mitte Februar 1945 erneut in die Führerreserve versetzt, wurde Ibel am 16. Februar 1945 zum Inspizienten für Strahlereinsatz beim Bevollmächtigten für den Strahlereinsatz ernannt, wo er bis Kriegsende verblieb. Am 5. Mai 1945 geriet er in britische Kriegsgefangenschaft, aus der er am 4. März 1948 wieder entlassen wurde.
Nach der Gründung der Bundeswehr, trat Ibel am 1. Oktober 1957, unter gleichzeitiger Ernennung zum Brigadegeneral, der Luftwaffe bei und diente dort bis zu seiner Pensionierung als Kommandeur der 1. Luftverteidigungs-Division. 1961 wurde ihm das Große Verdienstkreuz des Verdienstordens der Bundesrepublik Deutschland verliehen und am 30. September 1961 wurde er in den Ruhestand versetzt.
Ibel war verheiratet mit Eleonore „Lore“ von Unold (1907–1980) und hatte vier Kinder, darunter den späteren Brigadegenerals Hugbert Ibel.